# Équipe de Chine féminine de hockey sur gazon
L'équipe de Chine de hockey sur gazon féminin est l'équipe représentative de la Chine dans les compétitions internationales féminines de hockey sur gazon. 

### Jeux olympiques

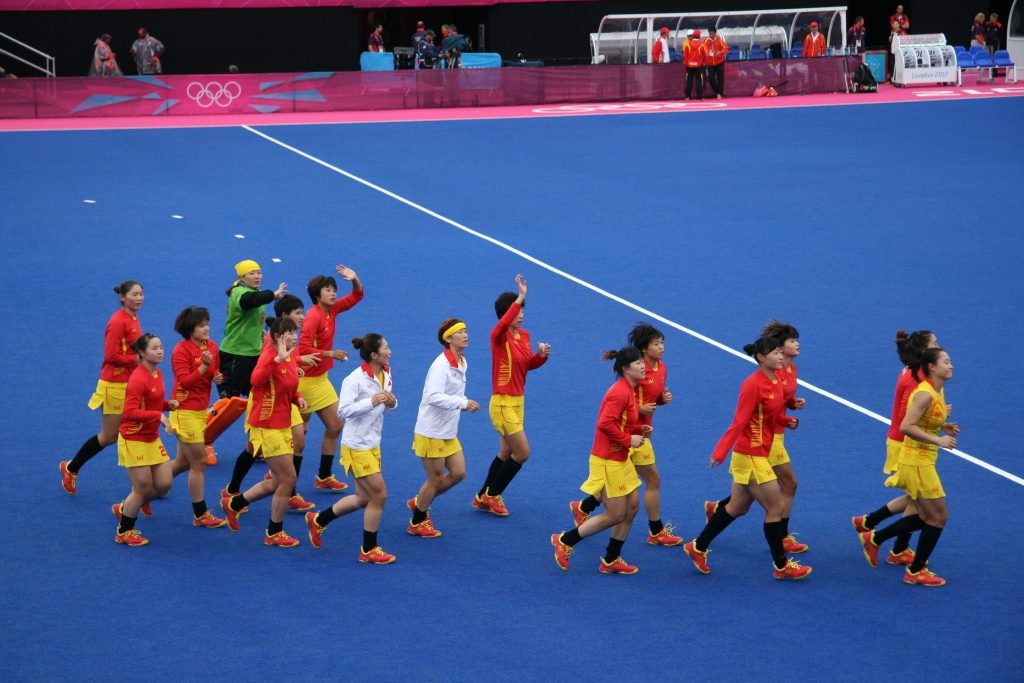
L'équipe de Chine aux Jeux olympiques d'été de 2012 à Londres.

## Palmarès

### Jeux olympiques[1]
- 2000 : 5e
- 2004 : 4e
- 2008 :  2e
- 2012 : 6e
- 2016 : 9e
- 2020 : 9e
- 2024 :  2e

### Coupe du monde
- 1990 : 6e
- 1994 : 7e
- 1998 : 11e
- 2002 :  3e
- 2006 : 10e
- 2010 : 8e
- 2014 : 6e

### Ligue mondiale
- 2012-13 : 6e
- 2014-15 : 4e

### Champions Trophy
- 2001 : 4e
- 2002 :  Vainqueur
- 2003 :  2e
- 2004 : 5e
- 2005 :  3e
- 2006 :  2e
- 2008 : 4e
- 2010 : 6e
- 2011 : 7e
- 2012 : 8e
- 2014 : 6e

### Champions Challenge
- 2007 :  Vainqueur

### Jeux asiatiques
- 1990 :  2e
- 1994 :  3e
- 1998 :  3e
- 2002 :  Vainqueur
- 2006 :  Vainqueur
- 2010 :  Vainqueur
- 2014 :  2e

### Coupe d'Asie
- 1989 :  Vainqueur
- 1993 :  2e
- 1999 :  3e
- 2004 :  3e
- 2007 :  3e
- 2009 :  Vainqueur
- 2013 : 4e